# Позаплощинний газ
Позаплощинний газ (англ. extraplanar gas) — холодний атомарний водень, який повільно обертається навколо деяких спіральних галактик і розташований далеко за межами їхніх тонких дисків. Його виявили, спостерігаючи за допомогою радіотелескопів розподіл атомарного водню навколо дисків галактик. До галактик, у яких виявлено ознаки екстрапланарного газу, належать NGC 891, NGC 2403, UGC 7321, NGC 4559 і NGC 3198.
Можливі пояснення присутності цього газу включають викидання іонізованого газу зоряними вітрами та вибухами наднових і його подальше охолодження і реакрецію на галактичну площину або ж акрецію первісного міжгалактичного газу.